# Cosmoconus elongator
Cosmoconus elongator (лат.) — вид наездников из семейства Ichneumonidae (подсемейство Tryphoninae).

## Описание
Наездники, главным образом, чёрного цвета, средних размеров. Верхняя часть клипеуса, мандибулы, усики, конечности, часть брюшка — желтовато-красные. Передние крылья длиной 6,5—8,0 мм. Жгутик усика состоит из 30—33 сегментов у самок и 31—35 сегментов у самцов. Палеарктика. Центральная и северная Европа (Латвия, Молдавия, Россия, Эстония), Азербайджан, Казахстан. Паразитируют на пилильщиках родов Rogogaster (Rogogaster colon, Rogogaster punctata) и Tenthredo (Tenthredo ferruginea, Tenthredo mesomelas, Tenthredo atra, Tenthredo livida, Tenthredinidae).